# Пејзаж са Икаровим падом
Пејзаж са Икаровим падом или алтернативно само Икаров пад је слика непознатог сликара, креирана негде око 1560. године. 
Слика је дуга 112 центиметара и висока 73,5 центиметара, и изложена је у Краљевском музеју лепих уметности у Бриселу, у Белгији.
Раније се веровало да је аутор слике предводник холандске (фламанске) ренесансне уметности, Питер Бројгел Старији, али су испитивања слике 1996. године, довела у питање идентитет правог аутора овог уметничког дела. Пошто консензус међу стручњацима око идентитета аутора није достигнут, претпоставља се да је Икаров пад, копија оригинала који је насликан од стране Бројгела. Оригинал је највероватније био насликан негде око 1558. године.
Слика приказује пољопривредника, рибара и пастира који раде у пољу док је, скривен у углу слике, приказан Икар који тоне у воду након свог пада. Ова прилика је преузета из Овидијевих 'Метаморфоза', где је описан мит о Икару, и његов пад. Слика Икаров пад инспирисала је три песме. В. Х. Оден написао је песму "Musée des Beaux-Arts" (срп. Музеј лепих уметности) по музеју у којем је слика изложена, Вилијам Карлос Вилијамс је написао песму "Икаров пад" у којој описује уметничко дело, а Мајкл Хамбургер написао је песму "Линије на Бројгеловом Икару" по узору на приказ Икара на слици.
Постоји и алтернативна верзија ове слике, изложена у Музеју ван Бјурен у Бриселу, где се Икаров отац, Дедал види на врху слике, приказан са крилима.
Исечак пејзажа искоришћен је од стране француског уметника Андреа Бретона за надреалистички магазин, Прве новине Надреализма.

## Опис
Према грчком миту, Икар и Дедал били су заробљеници краља Миноја, на острву Криту, који су успели да побегну из заточеништва користећи крила креирана од голубљих пера и залепљеним воском свеће. Током бега, Дедал је упозорио свог сина Икара да не лети превише близу Сунцу да се восак не би истопио, али Икар није послушао савет свог оца. Восак се истопио под топлотом Сунца и Икар је пао у море и утопио се. У верзији слике која је изложена у Краљевском музеју лепих уметности Дедал није приказан, али је приказан као летећа фигура, на верзији која је изложена у Музеју ван Бјурен.

Слика коју је Бројгел насликао прати стихове Овидијевих Метармофоза. У Метаморфозама, рибар, пастир, и пољопривредник посматрају Икаров лет: 
Види их рибар на удицу дршћућу ловећ,
Види их наслоњен ратар о ралицу, чобанин о штап,
Те се чуде и мисле, да богови то су, кад могу
Љетети тако по зраку.
У доњем десном углу, испод брода, прикзан је Икар како се дави. Пастир је дубоко замишљен, и претпоставља се да је загледан у фигуру Дедала, која није присутна у Брујгеловој верзији. Валтер Гибсон, предавач на Оксфорду, тврди да су недостатак Дедала на слици, и положај Сунца, последица прерађивања оригиналне слике. Неки критичари сматрају да је замишљени поглед пастира метафора за људско незнање, као и за свесно игнорисање људске патње. Изнад коњске главе, на крају изоране земље, Бројгел је сакрио мртвог човека који се не спомиње у Метаморфозама. Овај леш је могућа паралела фламанској пословици: "И ратар је наставио да оре" (хол. En de boer ... hij ploegde voort) која је можда утицала на развој слике. Пастиров поглед се може и интерпретирати као симбол за нагли развитак економије. Брод у даљини је у већем фокусу (брод који представља надолазећу индустријализацију) од Икара који је скоро у целости потопљен (човек из мита који представља традицију и норме друштва). Директно испод Икара који се дави, налази се птица на грани, ироничан симбол његовог неуспеха. Ова птица можда представља приказ каснијих стихова из Метаморфозе:
Умјесто своје прокуне и сахрани сина у гробу,
Па се по сахрањеном по Икару острво прозва.
Угледа са разора блатног јаребица брбљива њега,
Како у земљу т'јело сахрањује несретног сина,
Па залепетавши крилима посвједочи пјевањем радост.
Пејзаж са Икаровим падом представља бунт против норми успостављених у класичном ренесансном холандском сликарству. Класичан пејзаж овог периода (тзв. Wetlandschaft) приказивао је слику из живота нормалних људи у којем фигуре не би биле у фокусу. Пример оваквих пејзажа је Брујгелова ранија слика Ловци у снегу. Стављање обичних људи у центар композиције и представљање њихових међусобних односа, представљало је Брујгелов бунт против стандарда тадашњег сликараства и постало је његов фокус пред крај његовог живота. Сличне слике креирао је фламански уметник Питер Аертсен, који је креирао слике чији су фокус били обични људи који су радили свакодневне послове.

## Обрада Андреа Бретона
Француски надреалистички уметник Андре Бретон креирао је колаж користећи слику ратара са слике Пејзаж са Икаровим падом испод којег је написао "Диселдорф је бомбардован по педесети пут јуче", у првом броју магазина Прве новине Надреализма који је изашао 1942. године. Овај исечак упоређивао је ратаров сигуран корак ("И ратар је наставио да оре") са политичком несигурношћу тадашњег модерног света.

## Цитиран текст
Назон, Публије Овидије (1907). Метаморфозе. Загреб: Тисак Дионичке Тисаре. стр. 165—166. ISBN 9789533280950.